# Timothy Castagne
Timothy Castagne (Arlon, 5 dicembre 1995) è un calciatore belga, difensore del Fulham e della nazionale belga.

## Caratteristiche tecniche
Tecnicamente solido e in grado di incidere a livello offensivo, è un giocatore veloce che si esprime al meglio come terzino destro. Nell’Atalanta di Gasperini è stato impiegato come laterale di centrocampo su entrambe le fasce, grazie alla sua capacità di giocare la palla sia con il piede destro sia con il sinistro.

## Carriera

### Club

#### Genk
Dopo i trascorsi nelle giovanili dell'Arlon e del Virton, si trasferisce al Genk, con cui debutta da professionista il 14 settembre 2014 in una partita di Jupiler Pro League pareggiata 1-1 contro il Club Bruges. Nella stagione 2016-2017 colleziona anche le sue prime presenze in campo internazionale, dodici in Europa League con esordio il 14 luglio 2016 nei preliminari contro il Budućnost e due gol, uno dei quali nel derby degli ottavi di finale contro il Gent. Il 7 luglio 2017, dopo ottanta presenze complessive nel campionato belga fra stagione regolare e play-off, si trasferisce a titolo definitivo all'Atalanta per 6 milioni di euro.

#### Atalanta
Segna il suo primo gol con i bergamaschi il 2 gennaio 2018, nella partita di Coppa Italia vinta per 2-1 sul campo del Napoli. Dopo una prima stagione di adattamento, nella seconda il giocatore parte meglio, e il 27 agosto dello stesso anno realizza invece il suo primo gol in carriera in Serie A, segnando il gol del momentaneo 1-1 nella partita pareggiata per 3-3 sul campo della Roma. La seconda stagione per lui è positiva nel complesso, nonostante dovesse alternarsi con Hans Hateboer sulla fascia, segnando nel complesso 4 reti in campionato; le altre sono arrivate al ritorno contro la Roma (3-3 in cui aiutato la squadra a rimontare 3 gol di svantaggio), e in due successi di fine campionato importanti contro Lazio (1-3) e Genoa (2-1).
L'anno successivo continua ad alternarsi con Hateboer; a livello realizzativo segna due reti: una in campionato all'ultimo minuto nel 2-2 contro la Fiorentina (dove la Dea ha rimontato uno svantaggio di due gol), l'altra in Champions in cui ha segnato la prima rete nel successo per 0-3 contro lo Šachtar che ha consentito ai nerazzurri di andare agli ottavi.
Con i bergamaschi in 3 anni ha collezionato 96 presenze e 8 gol tra tutte le competizioni; il suo addio è stato motivato anche da un rapporto difficile con l'allenatore Gian Piero Gasperini..

#### Leicester City
Il 3 settembre 2020 in cambio di 25 milioni di euro si trasferisce a titolo definitivo agli inglesi del Leicester City, con i quali sigla un contratto quinquennale; il successivo 13 settembre, all'esordio con le Foxes, realizza la sua prima rete nel club, sbloccando il risultato nella partita contro il West Bromwich, vinta per 3-0.

#### Fulham
Il 29 agosto 2023 viene ceduto a titolo definitivo al Fulham.

### Nazionale
Ha esordito con la nazionale Under-21 belga nel 2015, realizzando la rete decisiva per la vittoria della sua squadra.
È stato convocato per la prima volta nella nazionale maggiore belga il 31 agosto 2018, esordendovi il successivo 7 settembre; l'8 giugno 2019 segna (alla quinta presenza) la sua prima rete in nazionale nel 3-0 contro il Kazakistan.
Convocato per Euro 2020, nella gara d'esordio dei belgi (vinta 3-0 contro la Russia) è costretto a lasciare il campo già nel primo tempo dopo un contrasto con l'avversario Daler Kuzjaev, da cui ha rimediato 6 fratture al viso.

## Statistiche

### Presenze e reti nei club
Statistiche aggiornate al 6 aprile 2025.
| Stagione              | Squadra               | Campionato            | Campionato | Campionato | Coppe nazionali | Coppe nazionali | Coppe nazionali | Coppe continentali | Coppe continentali | Coppe continentali | Altre coppe | Altre coppe | Altre coppe | Totale | Totale | Totale |
| Stagione              | Squadra               | Comp                  | Pres       | Reti       | Comp            | Pres            | Reti            | Comp               | Pres               | Reti               | Comp        | Pres        | Reti        | Pres   | Reti   |        |
| --------------------- | --------------------- | --------------------- | ---------- | ---------- | --------------- | --------------- | --------------- | ------------------ | ------------------ | ------------------ | ----------- | ----------- | ----------- | ------ | ------ | ------ |
| 2014-2015             | Genk                  | D1                    | 21+6       | 1          | CB              | 1               | 0               | -                  | -                  | -                  | -           | -           | -           | 28     | 1      |        |
| 2015-2016             | Genk                  | D1                    | 14+7       | 0          | CB              | 1               | 0               | -                  | -                  | -                  | -           | -           | -           | 22     | 0      |        |
| 2016-2017             | Genk                  | D1                    | 24+8       | 0          | CB              | 5               | 0               | UEL                | 12                 | 2                  | -           | -           | -           | 49     | 2      |        |
| Totale Genk           | Totale Genk           | Totale Genk           | 80         | 1          |                 | 7               | 0               |                    | 12                 | 2                  |             | -           | -           | 99     | 3      |        |
| 2017-2018             | Atalanta              | A                     | 20         | 0          | CI              | 3               | 1               | UEL                | 3                  | 0                  | -           | -           | -           | 26     | 1      |        |
| 2018-2019             | Atalanta              | A                     | 28         | 4          | CI              | 5               | 1               | UEL                | 4                  | 0                  | -           | -           | -           | 37     | 5      |        |
| 2019-2020             | Atalanta              | A                     | 27         | 1          | CI              | 0               | 0               | UCL                | 6                  | 1                  | -           | -           | -           | 33     | 2      |        |
| Totale Atalanta       | Totale Atalanta       | Totale Atalanta       | 75         | 5          |                 | 8               | 2               |                    | 13                 | 1                  |             | -           | -           | 96     | 8      |        |
| 2020-2021             | Leicester City        | PL                    | 27         | 2          | FACup+CdL       | 5+0             | 0               | UEL                | 2                  | 0                  | -           | -           | -           | 34     | 2      |        |
| 2021-2022             | Leicester City        | PL                    | 27         | 1          | FACup+CdL       | 0+0             | 0+0             | UEL+UECL           | 5+4                | 0                  | CS          | 0           | 0           | 36     | 1      |        |
| 2022-2023             | Leicester City        | PL                    | 37         | 2          | FACup+CdL       | 2+3             | 0               | -                  | -                  | -                  | -           | -           | -           | 42     | 2      |        |
| lug.-ago. 2023        | Leicester City        | FLC                   | 0          | 0          | FACup+CdL       | 0               | 0               | -                  | -                  | -                  | -           | -           | -           | 0      | 0      |        |
| Totale Leicester City | Totale Leicester City | Totale Leicester City | 91         | 5          |                 | 10              | 0               |                    | 11                 | 0                  |             | 0           | 0           | 112    | 5      |        |
| ago. 2023-2024        | Fulham                | PL                    | 34         | 1          | FACup+CdL       | 1+4             | 0               | -                  | -                  | -                  | -           | -           | -           | 39     | 1      |        |
| 2024-2025             | Fulham                | PL                    | 24         | 0          | FACup+CdL       | 4+2             | 1+0             | -                  | -                  | -                  | -           | -           | -           | 30     | 1      |        |
| Totale Fulham         | Totale Fulham         | Totale Fulham         | 58         | 1          |                 | 11              | 1               |                    | -                  | -                  |             | -           | -           | 69     | 2      |        |
| Totale carriera       | Totale carriera       | Totale carriera       | 304        | 12         |                 | 36              | 3               |                    | 36                 | 3                  |             | 0           | 0           | 376    | 18     |        |

### ronologia presenze e reti in nazionale
| Cronologia completa delle presenze e delle reti in nazionale ― Belgio | Cronologia completa delle presenze e delle reti in nazionale ― Belgio | Cronologia completa delle presenze e delle reti in nazionale ― Belgio | Cronologia completa delle presenze e delle reti in nazionale ― Belgio | Cronologia completa delle presenze e delle reti in nazionale ― Belgio | Cronologia completa delle presenze e delle reti in nazionale ― Belgio | Cronologia completa delle presenze e delle reti in nazionale ― Belgio | Cronologia completa delle presenze e delle reti in nazionale ― Belgio |
| Data                                                                  | Città                                                                 | In casa                                                               | Risultato                                                             | Ospiti                                                                | Competizione                                                          | Reti                                                                  | Note                                                                  |
| --------------------------------------------------------------------- | --------------------------------------------------------------------- | --------------------------------------------------------------------- | --------------------------------------------------------------------- | --------------------------------------------------------------------- | --------------------------------------------------------------------- | --------------------------------------------------------------------- | --------------------------------------------------------------------- |
| 7-9-2018                                                              | Glasgow                                                               | Scozia                                                                | 0 – 4                                                                 | Belgio                                                                | Amichevole                                                            | -                                                                     | 46’                                                                   |
| 16-10-2018                                                            | Bruxelles                                                             | Belgio                                                                | 1 – 1                                                                 | Paesi Bassi                                                           | Amichevole                                                            | -                                                                     | 73’                                                                   |
| 21-3-2019                                                             | Bruxelles                                                             | Belgio                                                                | 3 – 1                                                                 | Russia                                                                | Qual. Euro 2020                                                       | -                                                                     |                                                                       |
| 24-3-2019                                                             | Nicosia                                                               | Cipro                                                                 | 0 – 2                                                                 | Belgio                                                                | Qual. Euro 2020                                                       | -                                                                     |                                                                       |
| 8-6-2019                                                              | Bruxelles                                                             | Belgio                                                                | 3 – 0                                                                 | Kazakistan                                                            | Qual. Euro 2020                                                       | 1                                                                     |                                                                       |
| 10-10-2019                                                            | Bruxelles                                                             | Belgio                                                                | 9 – 0                                                                 | San Marino                                                            | Qual. Euro 2020                                                       | 1                                                                     |                                                                       |
| 16-11-2019                                                            | San Pietroburgo                                                       | Russia                                                                | 1 – 4                                                                 | Belgio                                                                | Qual. Euro 2020                                                       | -                                                                     |                                                                       |
| 5-9-2020                                                              | Copenaghen                                                            | Danimarca                                                             | 0 – 2                                                                 | Belgio                                                                | UEFA Nations League 2020-2021 - 1º turno                              | -                                                                     |                                                                       |
| 8-10-2020                                                             | Bruxelles                                                             | Belgio                                                                | 1 – 1                                                                 | Costa d'Avorio                                                        | Amichevole                                                            | -                                                                     | 90’                                                                   |
| 11-10-2020                                                            | Londra                                                                | Inghilterra                                                           | 2 – 1                                                                 | Belgio                                                                | UEFA Nations League 2020-2021 - 1º turno                              | -                                                                     |                                                                       |
| 14-10-2020                                                            | Reykjavík                                                             | Islanda                                                               | 1 – 2                                                                 | Belgio                                                                | UEFA Nations League 2020-2021 - 1º turno                              | -                                                                     | 68’                                                                   |
| 24-3-2021                                                             | Lovanio                                                               | Belgio                                                                | 3 – 1                                                                 | Galles                                                                | Qual. Mondiali 2022                                                   | -                                                                     | 83’                                                                   |
| 27-3-2021                                                             | Praga                                                                 | Rep. Ceca                                                             | 1 – 1                                                                 | Belgio                                                                | Qual. Mondiali 2022                                                   | -                                                                     | 25’                                                                   |
| 6-6-2021                                                              | Bruxelles                                                             | Belgio                                                                | 1 – 0                                                                 | Croazia                                                               | Amichevole                                                            | -                                                                     |                                                                       |
| 12-6-2021                                                             | San Pietroburgo                                                       | Belgio                                                                | 3 – 0                                                                 | Russia                                                                | Euro 2020 - 1º turno                                                  | -                                                                     | 27’                                                                   |
| 5-9-2021                                                              | Bruxelles                                                             | Belgio                                                                | 3 – 0                                                                 | Rep. Ceca                                                             | Qual. Mondiali 2022                                                   | -                                                                     |                                                                       |
| 8-9-2021                                                              | Kazan'                                                                | Bielorussia                                                           | 0 – 1                                                                 | Belgio                                                                | Qual. Mondiali 2022                                                   | -                                                                     |                                                                       |
| 7-10-2021                                                             | Torino                                                                | Belgio                                                                | 2 – 3                                                                 | Francia                                                               | UEFA Nations League 2020-2021 - Semifinale                            | -                                                                     | 90+2’                                                                 |
| 10-10-2021                                                            | Torino                                                                | Italia                                                                | 2 – 1                                                                 | Belgio                                                                | UEFA Nations League 2020-2021 - Finale 3º posto                       | -                                                                     |                                                                       |
| 13-11-2021                                                            | Bruxelles                                                             | Belgio                                                                | 3 – 1                                                                 | Estonia                                                               | Qual. Mondiali 2022                                                   | -                                                                     |                                                                       |
| 16-11-2021                                                            | Cardiff                                                               | Galles                                                                | 1 – 1                                                                 | Belgio                                                                | Qual. Mondiali 2022                                                   | -                                                                     | 59’                                                                   |
| 3-6-2022                                                              | Bruxelles                                                             | Belgio                                                                | 1 – 4                                                                 | Paesi Bassi                                                           | UEFA Nations League 2022-2023 - 1º turno                              | -                                                                     |                                                                       |
| 8-6-2022                                                              | Bruxelles                                                             | Belgio                                                                | 6 – 1                                                                 | Polonia                                                               | UEFA Nations League 2022-2023 - 1º turno                              | -                                                                     | 84’                                                                   |
| 14-6-2022                                                             | Varsavia                                                              | Polonia                                                               | 0 – 1                                                                 | Belgio                                                                | UEFA Nations League 2022-2023 - 1º turno                              | -                                                                     |                                                                       |
| 25-9-2022                                                             | Amsterdam                                                             | Paesi Bassi                                                           | 1 – 0                                                                 | Belgio                                                                | UEFA Nations League 2022-2023 - 1º turno                              | -                                                                     | 6’ 82’                                                                |
| 18-11-2022                                                            | Al Kuwait                                                             | Belgio                                                                | 1 – 2                                                                 | Egitto                                                                | Amichevole                                                            | -                                                                     | 82’                                                                   |
| 23-11-2022                                                            | Al Rayyan                                                             | Belgio                                                                | 1 – 0                                                                 | Canada                                                                | Mondiali 2022 - 1º turno                                              | -                                                                     |                                                                       |
| 27-11-2022                                                            | Doha                                                                  | Belgio                                                                | 0 – 2                                                                 | Marocco                                                               | Mondiali 2022 - 1º turno                                              | -                                                                     |                                                                       |
| 1-12-2022                                                             | Al Rayyan                                                             | Croazia                                                               | 0 – 0                                                                 | Belgio                                                                | Mondiali 2022 - 1º turno                                              | -                                                                     |                                                                       |
| 24-3-2023                                                             | Solna                                                                 | Svezia                                                                | 0 – 3                                                                 | Belgio                                                                | Qual. Euro 2024                                                       | -                                                                     |                                                                       |
| 28-3-2023                                                             | Colonia                                                               | Germania                                                              | 2 – 3                                                                 | Belgio                                                                | Amichevole                                                            | -                                                                     |                                                                       |
| 17-6-2023                                                             | Bruxelles                                                             | Belgio                                                                | 1 – 1                                                                 | Austria                                                               | Qual. Euro 2024                                                       | -                                                                     |                                                                       |
| 20-6-2023                                                             | Tallinn                                                               | Estonia                                                               | 0 – 3                                                                 | Belgio                                                                | Qual. Euro 2024                                                       | -                                                                     | 4’                                                                    |
| 9-9-2023                                                              | Mərdəkan                                                              | Azerbaigian                                                           | 0 – 1                                                                 | Belgio                                                                | Qual. Euro 2024                                                       | -                                                                     |                                                                       |
| 12-9-2023                                                             | Bruxelles                                                             | Belgio                                                                | 5 – 0                                                                 | Estonia                                                               | Qual. Euro 2024                                                       | -                                                                     | 66’                                                                   |
| 13-10-2023                                                            | Vienna                                                                | Austria                                                               | 2 – 3                                                                 | Belgio                                                                | Qual. Euro 2024                                                       | -                                                                     | 63’                                                                   |
| 16-10-2023                                                            | Bruxelles                                                             | Belgio                                                                | 1 – 1                                                                 | Svezia                                                                | Qual. Euro 2024                                                       | -                                                                     |                                                                       |
| 15-11-2023                                                            | Lovanio                                                               | Belgio                                                                | 1 – 0                                                                 | Serbia                                                                | Amichevole                                                            | -                                                                     | 77’                                                                   |
| 19-11-2023                                                            | Bruxelles                                                             | Belgio                                                                | 5 – 0                                                                 | Azerbaigian                                                           | Qual. Euro 2024                                                       | -                                                                     |                                                                       |
| 23-3-2024                                                             | Dublino                                                               | Irlanda                                                               | 0 – 0                                                                 | Belgio                                                                | Amichevole                                                            | -                                                                     | 46’                                                                   |
| 26-3-2024                                                             | Londra                                                                | Inghilterra                                                           | 2 – 2                                                                 | Belgio                                                                | Amichevole                                                            | -                                                                     |                                                                       |
| 5-6-2024                                                              | Bruxelles                                                             | Belgio                                                                | 2 – 0                                                                 | Montenegro                                                            | Amichevole                                                            | -                                                                     | 46’                                                                   |
| 8-6-2024                                                              | Bruxelles                                                             | Belgio                                                                | 3 – 0                                                                 | Lussemburgo                                                           | Amichevole                                                            | -                                                                     | 65’                                                                   |
| 17-6-2024                                                             | Francoforte sul Meno                                                  | Belgio                                                                | 0 – 1                                                                 | Slovacchia                                                            | Euro 2024 - 1º turno                                                  | -                                                                     |                                                                       |
| 22-6-2024                                                             | Colonia                                                               | Belgio                                                                | 2 – 0                                                                 | Romania                                                               | Euro 2024 - 1º turno                                                  | -                                                                     |                                                                       |
| 26-6-2024                                                             | Stoccarda                                                             | Ucraina                                                               | 0 – 0                                                                 | Belgio                                                                | Euro 2024 - 1º turno                                                  | -                                                                     |                                                                       |
| 1-7-2024                                                              | Düsseldorf                                                            | Francia                                                               | 1 – 0                                                                 | Belgio                                                                | Euro 2024 - Ottavi di finale                                          | -                                                                     | 88’                                                                   |
| 6-9-2024                                                              | Debrecen                                                              | Belgio                                                                | 3 – 1                                                                 | Israele                                                               | UEFA Nations League 2024-2025 - 1º turno                              | -                                                                     | [ 30 ]                                                                |
| 9-9-2024                                                              | Lione                                                                 | Francia                                                               | 2 – 0                                                                 | Belgio                                                                | UEFA Nations League 2024-2025 - 1º turno                              | -                                                                     | 82’                                                                   |
| 10-10-2024                                                            | Roma                                                                  | Italia                                                                | 2 – 2                                                                 | Belgio                                                                | UEFA Nations League 2024-2025 - 1º turno                              | -                                                                     | 68’                                                                   |
| 14-10-2024                                                            | Bruxelles                                                             | Belgio                                                                | 1 – 2                                                                 | Francia                                                               | UEFA Nations League 2024-2025 - 1º turno                              | -                                                                     | 67’                                                                   |
| 14-11-2024                                                            | Bruxelles                                                             | Belgio                                                                | 0 – 1                                                                 | Italia                                                                | UEFA Nations League 2024-2025 - 1º turno                              | -                                                                     | 28’ 86’                                                               |
| 17-11-2024                                                            | Budapest                                                              | Israele                                                               | 1 – 0                                                                 | Belgio                                                                | UEFA Nations League 2024-2025 - 1º turno                              | -                                                                     | Cap. 31’                                                              |
| 23-3-2025                                                             | Genk                                                                  | Belgio                                                                | 3 – 0                                                                 | Ucraina                                                               | UEFA Nations League 2024-2025 - Play-off                              | -                                                                     |                                                                       |
| Totale                                                                |                                                                       | Presenze                                                              | 54                                                                    |                                                                       | Reti                                                                  | 2                                                                     |                                                                       |

## Palmarès

### Club

#### Competizioni nazionali
- Coppa d'Inghilterra: 1

Leicester City: 2020-2021
- Community Shield: 1

Leicester City: 2021